# Роз'їзд 2 км (Ясинувата)
Роз'їзд 2 км — роз'їзд, пасажирський зупинний пункт Ясинуватської дирекції Донецької залізниці на лінії Ясинувата — Костянтинівка.
Розташований на сході м. Ясинувата, Донецької області, між станціями Ясинувата (2 км) та Скотувата (12 км).
Через військові дії залізничний рух на даній ділянці припинено.